# Manistee County
Manistee County är ett administrativt område i delstaten Michigan, USA, med 24 733 invånare. Den administrativa huvudorten (county seat) är Manistee.

## Geografi
Enligt United States Census Bureau har countyt en total area på 3 318 km². 1 409 km² av den arean är land och 1 909 km² är vatten.

### Angränsande countyn
- Benzie County - norr
- Grand Traverse County - nordost
- Wexford County - öster
- Lake County - sydost
- Mason County - söder
- Manitowoc County, Wisconsin - sydväst
- Kewaunee County, Wisconsin - väster

### Orter
- Bear Lake
- Brethren
- Copemish
- Eastlake
- Kaleva
- Manistee (huvudort)
- Onekama
- Parkdale
- Stronach
- Wellston